# Kyo, England
Kyo var en civil parish från 1866 till 1937 då den blev en del av Stanley, i grevskapet Durham, i England. Civil parish var belägen 13 km från Durham och hade 7 433 invånare år 1931.